# ESTfield
ESTfield RaceTech – estońskie przedsiębiorstwo, zajmujące się produkcją replik Lotusa Seven, mające swoją siedzibę w Tartu w Estonii.

## Historia
Firma ESTfield powstała i rozpoczęła produkcję replik Lotusa Sevena w 2000 roku. Auta napędzane są silnikami 1.8 Volkswagena, 1.8 BMW, 3.0 Alfa Romeo, 1.6 AwtoWAZ oraz innymi. Ceny gotowych pojazdów osiągają cenę od 5300 euro do 16 300 euro. Od 2003 roku pojazdy te sprzedawane są także do Szwecji, Łotwy i Finlandii.